# Fort fuseller de Ferriols
El Fort fuseller de Ferriols és una obra de Corbera d'Ebre (Terra Alta) declarada Bé Cultural d'Interès Nacional.

## Descripció
Edifici construït de maçoneria, planta rectangular amb els angles esmotxats. Conserva diverses rengleres d'espitlleres de diferent tipologia, que es distribueixen simètricament a totes les cares. S'intueixen tres nivells de poca alçada. Els murs tenen un gruix de 60cm. L'interior de la construcció mesura 4,5 x 5,4m. Sembla que hi havia una primera línia de defensa a nivell del terra d'uns cent metres de diàmetre al voltant de la torre. L'accés s'ha de realitzar camp a través i per les proximitats passa un gasoducte.

## Història
Per la tipologia pot correspondre a una obra del segle xix, feta durant algun moment de les guerres carlines.